# 维尔纳·德波利
维尔纳·德波利-西曼诺维奇（德語：Werner DePauli-Schimanovich，1942年5月5日—2021年9月9日）是一位奥地利数学家和计算机科学家，主要作品有《逻辑人生：哥德尔传》（Gödel: A Life of Logic，与约翰·L·卡斯蒂合著）等。